# 新不了情 (1970年電影)
《新不了情》，1970年邵氏公司出品的國語發音之有聲彩色電影，由潘壘導演執導，凌雲、胡燕妮、林嘉主演，此片為重拍1961年不了情的新版本。
本片榮獲亞洲影展最佳彩色攝影獎以及第8屆金馬獎優等劇情片，胡燕妮也憑藉此片獲得金馬獎優秀演技特别獎。

## 故事大綱
歌女青青與年輕建築師湯鵬南原是情侶，後因湯家發生變故，青青為了幫助鵬南而出賣自己，結果反被誤會，兩人因此而分手。之後鵬南得知真相後，想極力挽回戀情，可是青青已患上絕症，此時的鵬南懊悔不已......

## 外部連結
- 香港影庫上《新不了情》的資料（繁體中文）
- 时光网上《新不了情》的資料（简体中文）
- 互联网电影数据库（IMDb）上《新不了情》的资料（英文）